# Ujhelyi József
Ujhelyi József (Ecser, 1910. május 4. – Budapest, 1979. május 3.) magyar botanikus. Botanikai szakmunkákban nevének rövidítése: „Ujhelyi”.

## Élete
A Pázmány Péter Tudományegyetemen tanult természetrajzot, földrajzot és kémiát, 1934-ben végzett. Tuzson János mellett volt gyakornok az egyetem növényrendszertani tanszéken, majd később ugyanott tanársegéd és adjunktus lett. 1937-ben szerezte meg a doktorátusát. Az egyetem mellett a Tanárképző Főiskolán és a Kertészeti Akadémián is folytatott oktatói tevékenységet. 1945-ben egyetemi magántanárrá nevezték ki, és a Természettudományi Múzeum növénytárának az igazgatója lett. 1950 és 1952 között a Múzeumok Országos Központjának természettudományos csoportját vezette, ezen idő alatt újra a növénytár kutatója volt, majd később helyettes osztályvezetővé nevezték ott ki. 1977-ben vonult nyugdíjba. Kiváló terepbotanikus volt, emellett értékes pedagógiai, muzeológiai, szerkesztői és tudományszervezői munkát fejtett ki. Kutatott a Balkánon is, a Kárpát-medencében is. Sejtszövettani alapokon nyugvó és több növénynemzetségre kiterjedő növényrendszertani dolgozatai mintaszerűek és egész Európában elismertek.
Szülőfalujában, Ecseren 2009-ben utcát neveztek el róla.

## Főbb művei
- Sesleria-Studien - Index Horti Bot. Univ. Bp., 1937
- Species Sesleriae generis novae - Fedde's Rep., 1959
- Etude taxonomique sur le groupe de Lotus corniculatis L. - Ann Mus. Nat. Hung. 1960